# Anillo de Kerry

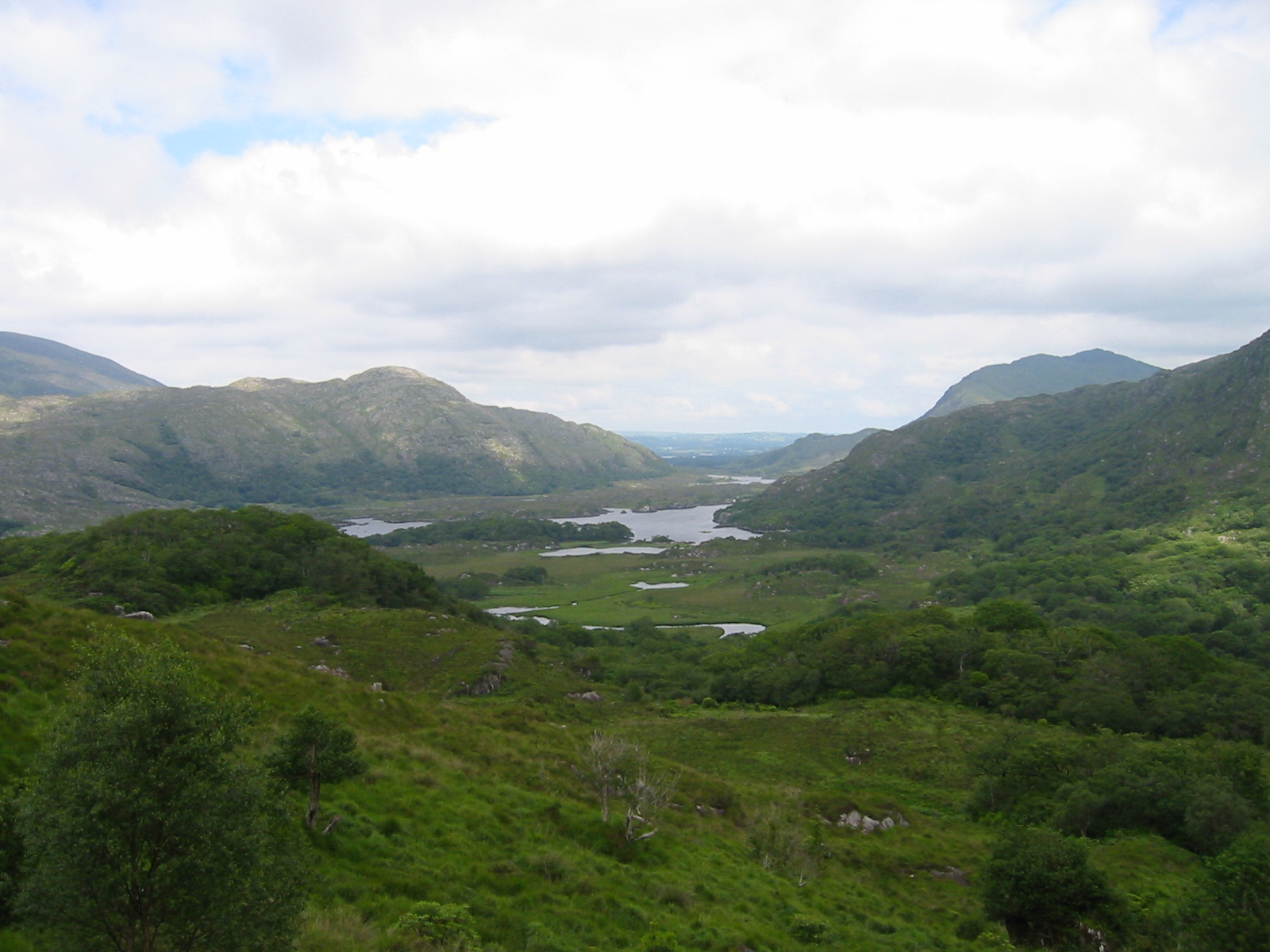
Los lagos de Killarney desde Ladies View, un mirador situado en el Anillo de Kerry.

El Anillo de Kerry (en inglés, Ring of Kerry) es un circuito turístico situado en el condado de Kerry, en el suroeste de Irlanda. Este circuito cubre 170 km de carretera, formando un círculo que comienza en Killarney, flanqueando la península de Iveragh. Pasa por Kenmare, Sneem, Waterville, Cahersiveen y Killorglin, antes de volver a Killarney nuevamente desde el sur, y bordeando los lagos de Killarney y el Parque Nacional de Killarney. 
Algunos de sus atractivos turísticos son Muckross House (una mansión cerca de Killarney), el fuerte de piedra de Staigue y Derrynane House, casa natal de Daniel O'Connell. Waterville es famosa por haber albergado durante varios veranos a Charles Chaplin, y el pueblo le dedicó una estatua que ahora puede observarse junto a la playa. Al sur de Killarney, y al final por lo tanto del Anillo, se sitúan el Castillo de Ross, los Lagos de Killarney y Ladies View, un mirador desde el que, según la reina Victoria I del Reino Unido se disfrutaba de las mejores vistas sobre los lagos. 
Existen distintas variantes del tour por el Anillo de Kerry, dependiendo también del medio de transporte elegido. Algunas excursiones llegan hasta Isla de Valentia y las Islas Skellig. El Anillo es una excursión bastante habitual, de un día de duración, para los numerosos visitantes que acuden a Irlanda, y en concreto a Killarney, en verano. Los circuitos en autobús se realizan siempre en sentido contrario a las agujas del reloj, para evitar que dos de ellos se crucen en las estrechas carreteras que componen el anillo. En 2008 los sistemas de navegación para automóviles fueron acusados de confundir a los conductores de los autobuses, al intentar guiarlos en la dirección de las agujas del reloj.
También hay numerosas excursiones interesantes por el interior del anillo, menos transitadas. Existe la opción de recorrer el anillo en bicicleta o andando, en varias jornadas, así como la posibilidad de realizar excursiones organizadas que combinan barca, bicicleta y rutas a pie.

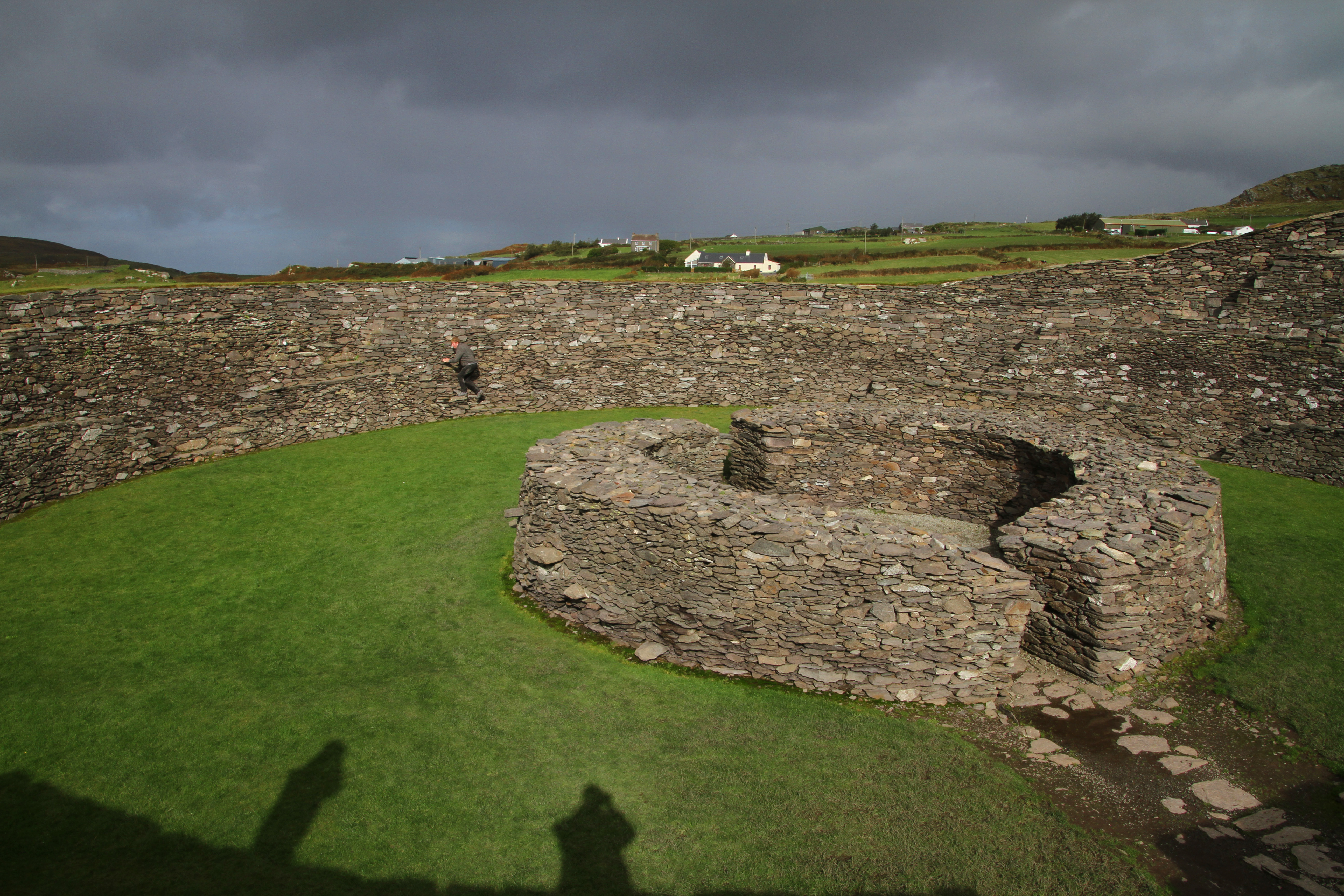
Cahergall Stone Fort
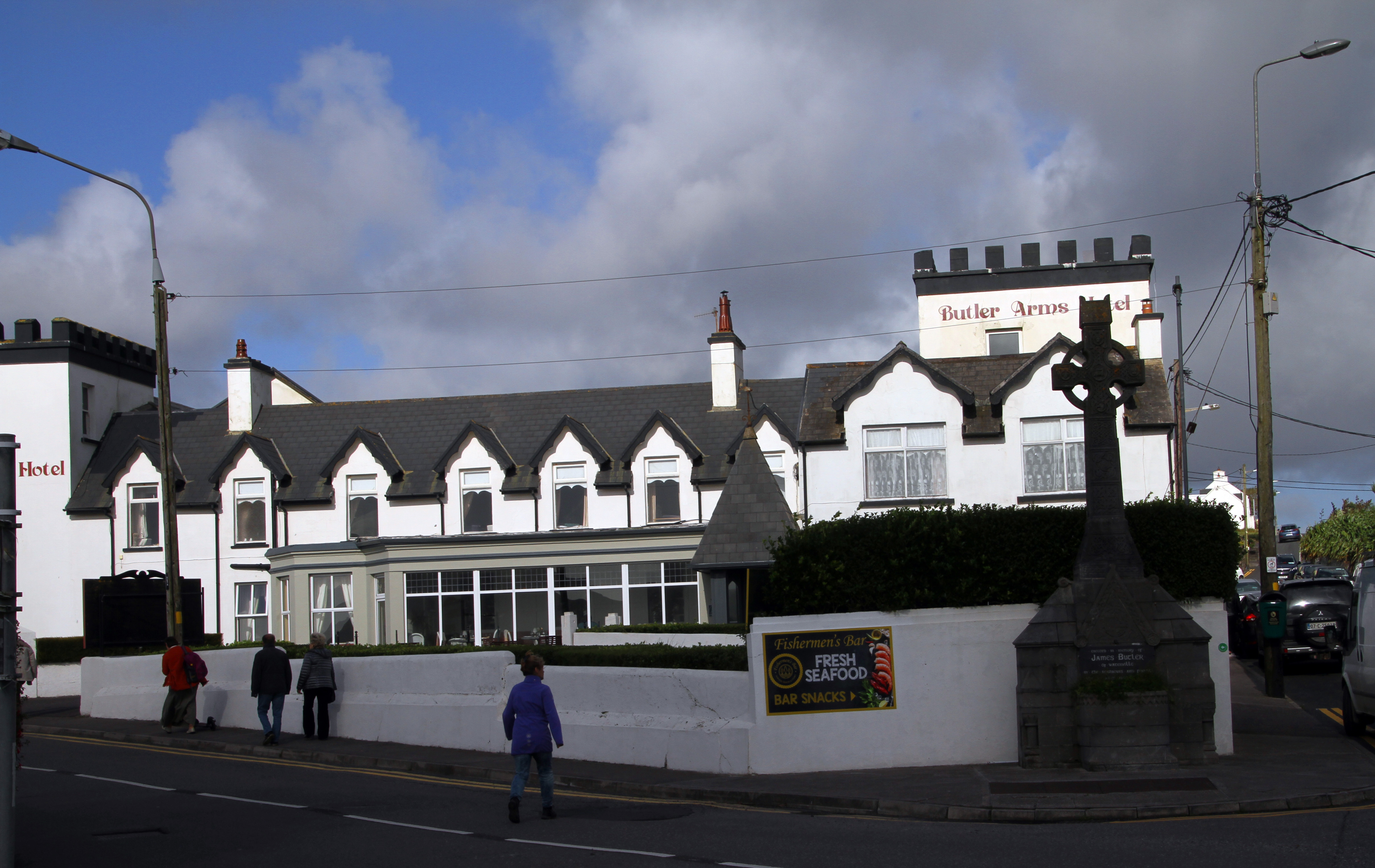
Waterville
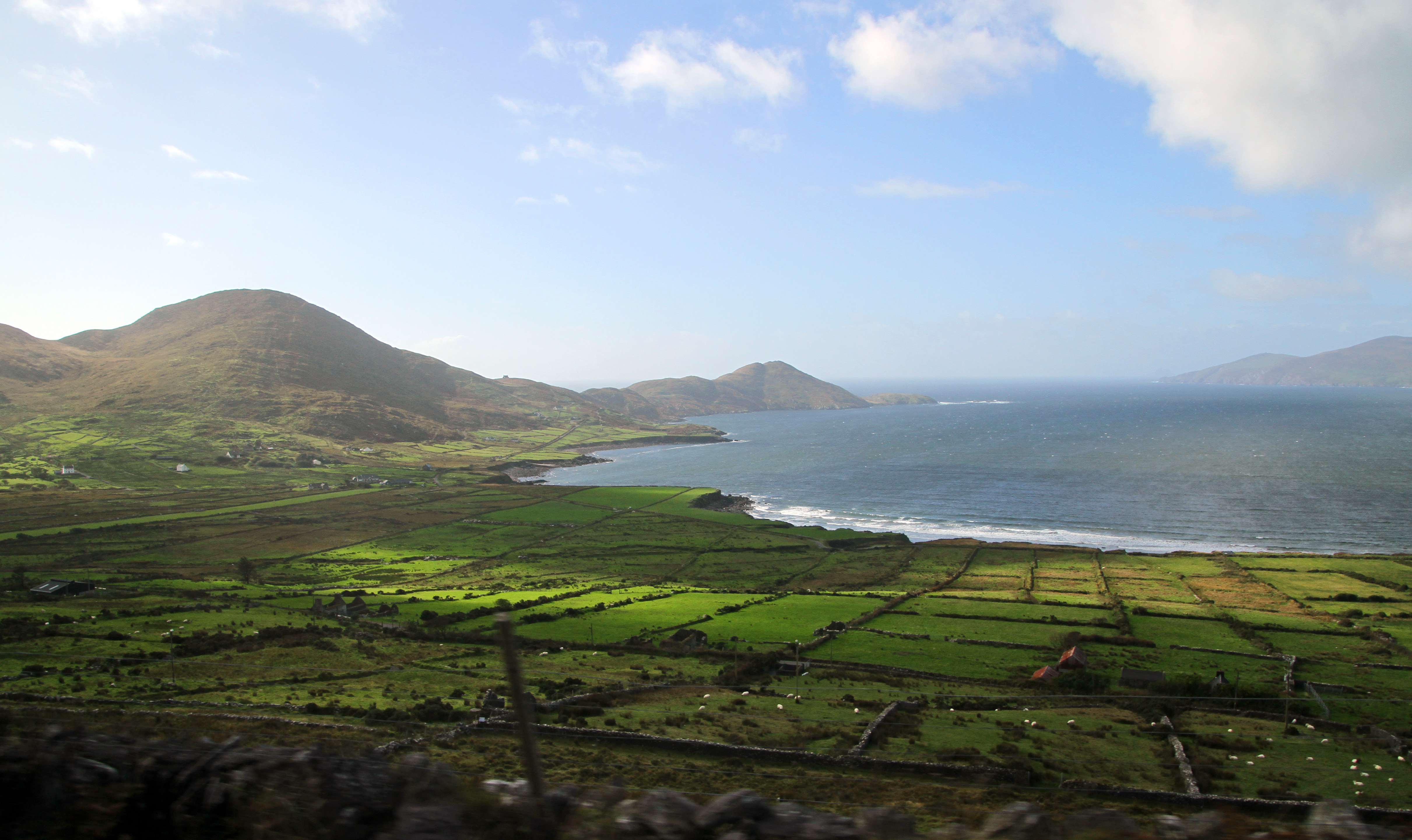
Ballinskelligs Bay
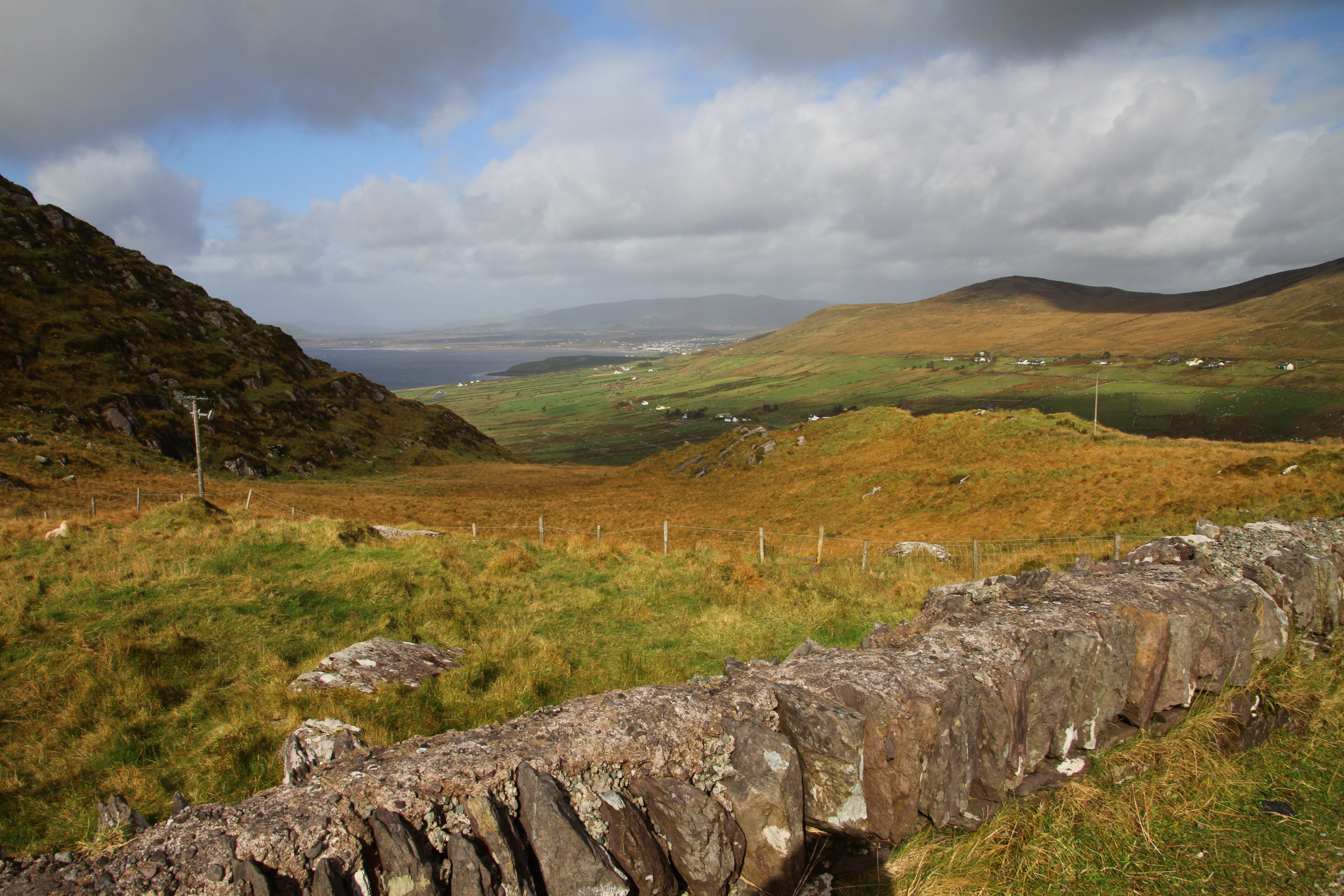
Beenarourke
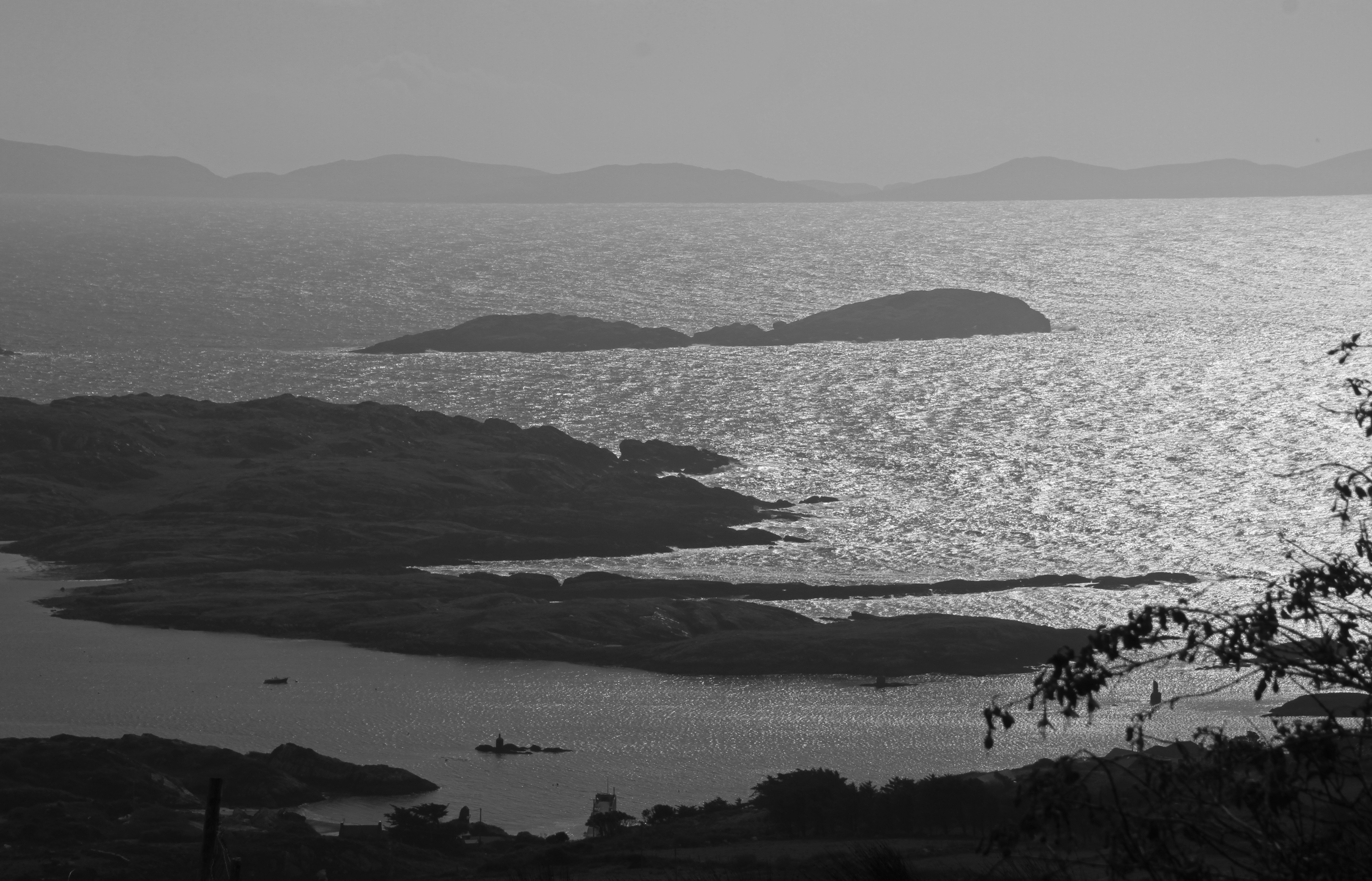
Caherdaniel
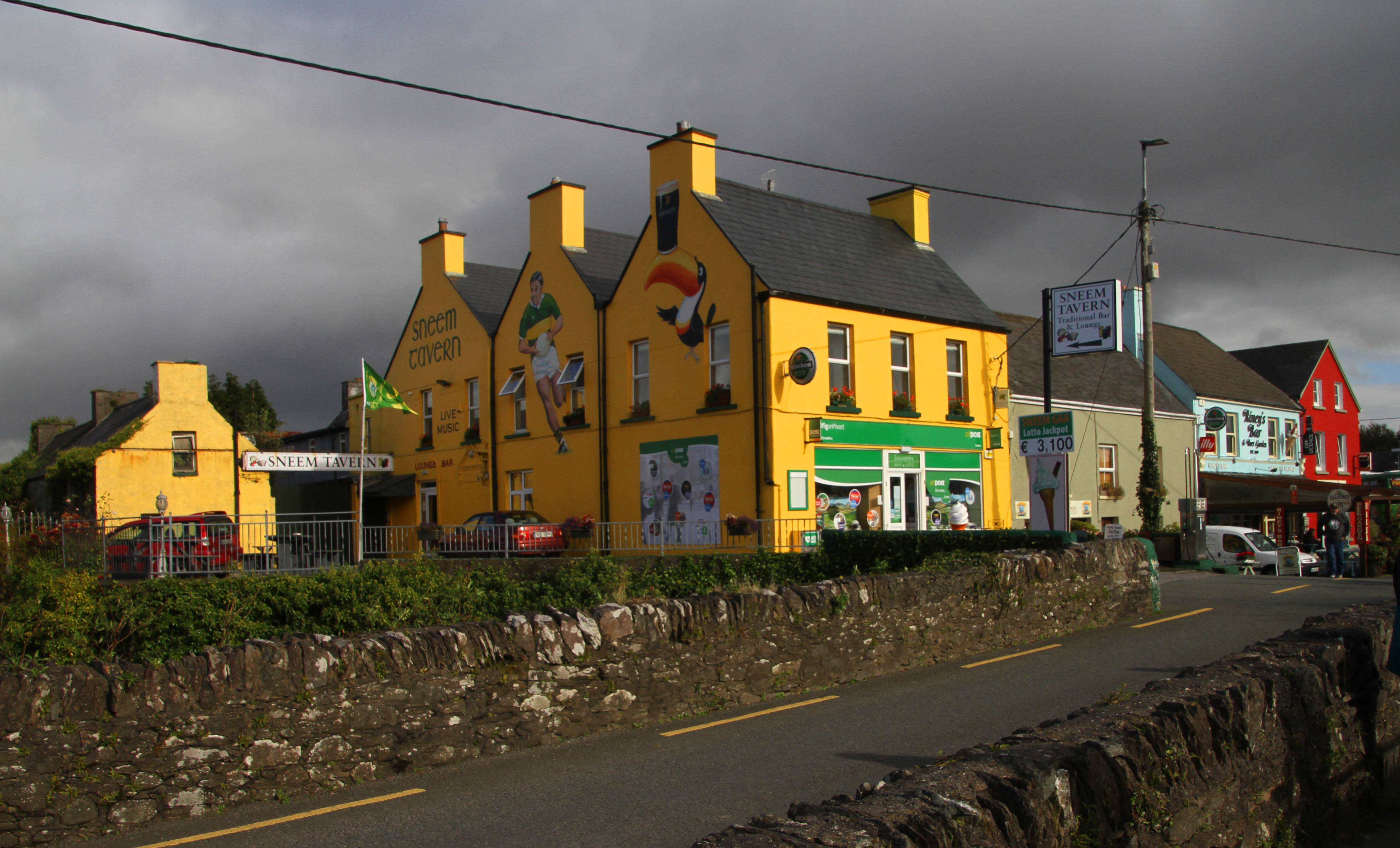
Sneem
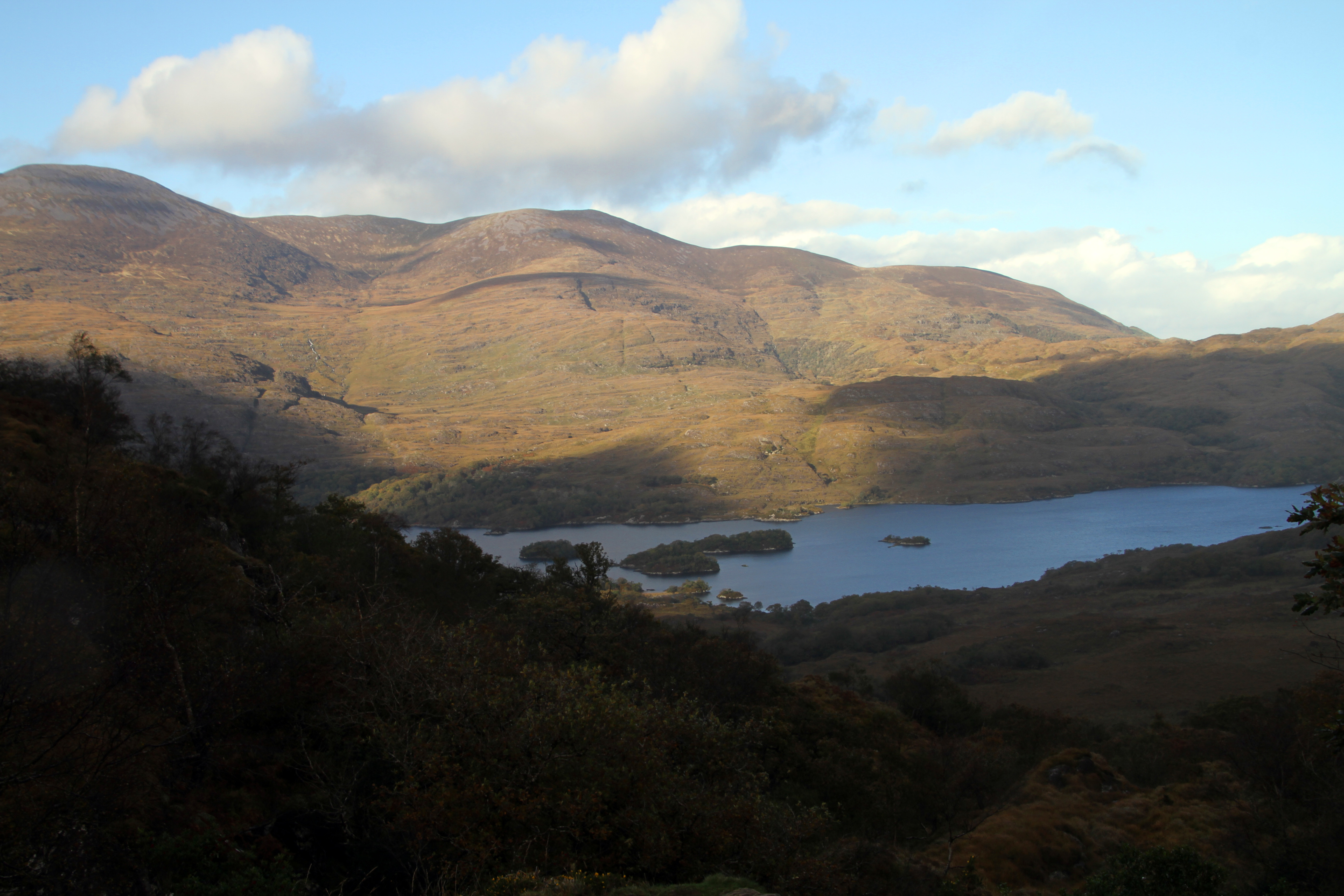
Ladies View